# 金安清
金安清（？—1920年），字眉生，號儻齋，晚號六幸翁。浙江嘉善人。清朝官员。

## 生平
自幼随父金铨寄寓福建，為國子監太學生。早年與林則徐、許乃普、季芝昌等人遊，掌書記。由太州州同，擢海安通判，調宿南，歷升至湖北督糧道、鹽運使、按察使，谙熟盐、漕、河、洋诸务及东南政坛内幕，私德不修，好女色。因公事得罪袁甲三、吳棠兩任漕運總督。亦为曾国藩、李鸿章所恶。俞樾《春在堂隨筆》載：“金眉生都轉安清，負才望，喜談天下事，亦振奇人也。自西事之興，士大夫持正者，多喜言戰，眉生獨主和議。”